# Pramila Patten
Pramila Patten (nascuda el 29 de juny de 1958) és una barrister mauriciano-britànica i funcionària de les Nacions Unides, que actualment serveix com a Representant Especial de les Nacions Unides sobre la Violència Sexual en Conflicte i Subsecretari General de les Nacions Unides; va ser nomenada el 2017. El seu càrrec va ser establert per la Resolució 1888 del Consell de Seguretat de les Nacions Unides, presentada per Hillary Clinton, i va succeir a Margot Wallström i Zainab Bangura. Va ser membre de la Convenció sobre l'eliminació de totes les formes de discriminació contra la dona de 2003 a 2017 i va ser vicepresidenta de la comissió.

## Vida
Pramila Patten obté el títol de llicenciat en dret a la Universitat de Londres, un diploma en criminologia a Kings College, Cambridge, un màster de lleis (LL.M.) a la Universitat de Londres i va ser cridada al barra a Anglaterra com a membre de Gray's Inn. Va practicar com a barrister a Anglaterra de 1982 a 1986 abans de tornar a Maurici, on va exercir com a jutge en un tribunal de districte entre 1987 i 1988 i de 1987 a 1992 va ser professora de la Facultat de Dret de la Universitat de Maurici. Des de 1995 va dirigir el bufet d'advocats Patten & Co Chambers.
Va ser membre de l'Observatori Internacional de l'Acció de Drets de la Dona entre 1993 i 2002, i del 2000 al 2004 va ser consultora del Ministeri de Drets de la Dona, Desenvolupament Infantil i Benestar Familiar.
Va ser elegida membre de la Convenció sobre l'eliminació de totes les formes de discriminació contra la dona de les Nacions Unides en 2003. A vegades va ser vicepresidenta de la comissió. El 2017 va renunciar a la comissió i el 12 d'abril de 2017 va ser nomenada pel secretari general de l'ONU António Guterres com a Representant Especial sobre Violència Sexual en Conflicte amb el rang de Subsecretari General de les Nacions Unides.
En novembre de 2017 va visitar Bangladesh per entrevistar als supervivents de la persecució als rohinyes a Birmània de 2016-2017.
El novembre de 2017, també va acollir favorablement la Iniciativa Elsie per ajudar a augmentar la participació de les dones en les operacions de manteniment de la pau en una exposició conjunta amb la Subsecretaris General i Directora Executiva d'ONU Dones Phumzile Mlambo-Ngcuka.